# Затверечье
Затверечье — жилой массив в Заволжском районе города Тверь. 
Жилмассив находится в северо-восточной части города Твери, между реками Волгой и Тверцой. Исторически, эта местность именовалась Затверецким посадом.

## Улицы микрорайона
- Улица Академика Туполева (основная улица, пересекает множество улиц района);
- Улица Маяковского;
- Улица Розы Люксембург;
- Улица Шишкова;
- Улица Плёнкина;
- Улица Старобежецкая;
- Сахаровское шоссе;
- Бежецкое шоссе;
- Улица Новая Заря.

## Транспорт
В микрорайоне на улице Академика Туполева до 2015 года существовала трамвайная линия, по которой проходили трамваи маршрутов №3 и №6. Также общественный транспорт представлен автобусами и маршрутными такси.

## Инфраструктура

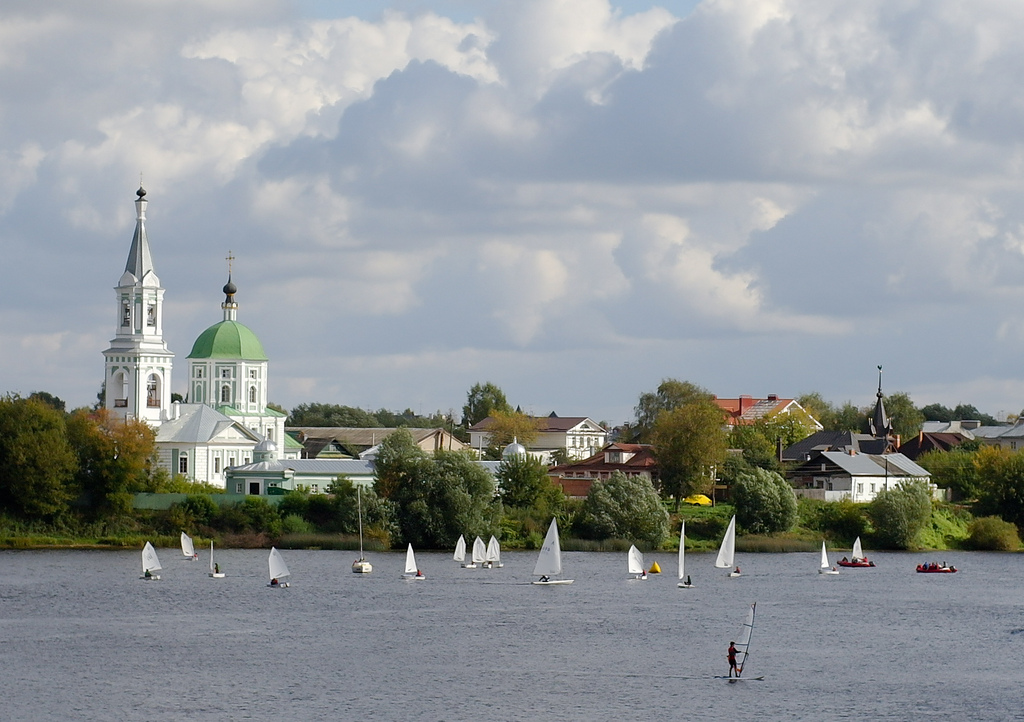
Затверецкая набережная застроена новыми особняками городской элиты

В жилом массиве расположено 2 школы:
- Средняя школа № 3
- Средняя школа № 31

В районе располагается торговый центр «Маяковка».

## Достопримечательности
- Свято-Екатерининский монастырь
- Храм Мины, Виктора и Викентия